# Pukeberget
Pukeberget är en glacial formation med grotta i Österunda socken i Enköpings kommun i sydvästra Uppland.
Pukeberget är beläget på byn Domtas ägor i sydöstligaste delen av Österunda socken, nära gränsen mot Nysätra socken, i Enköpings kommun. Berget ligger cirka 1,5 kilometer öster om Domta och är ett mindre bergsparti, som av naturen har sprängts i större eller mindre block med delvis skarpa kanter. Klyftgrottor har på detta sätt bildats inne i detsamma. En av grottorna är tillgänglig för människor och kallas vanligtvis Pukebergets grotta.
Denna grotta har en smal ingångsöppning cirka 10 meter över marknivån på bergets sydvästra sida. Man kan ta sig in krypande och grottan är cirka 10 meter djup. Innanför denna grotta finns ännu en, vars öppning dock är så smal att den inte är tillgänglig för människor. Golvet är ganska plant. Väggarna och taket består av vassa klippblock som på några ställen bildar hyllor. På några ställen är höjden så god att man kan stå rak. 
På en liten klipphylla inne i grottan hittades under rävjakt på 1930-talet en spjutspets av brons från den yngre bronsåldern samt en hästtand. Spjutspetsen, som förvaras i Historiska museet i Stockholm, bär inga spår av nötning och holken saknar nithål, varför den troligen aldrig har varit skaftad. På grund av detta fynd ledde Martin Rundkvist en arkeologisk provundersökning i och utanför grottan 2011. Inga fynd äldre än 1900-talet gjordes.

## Bildgalleri

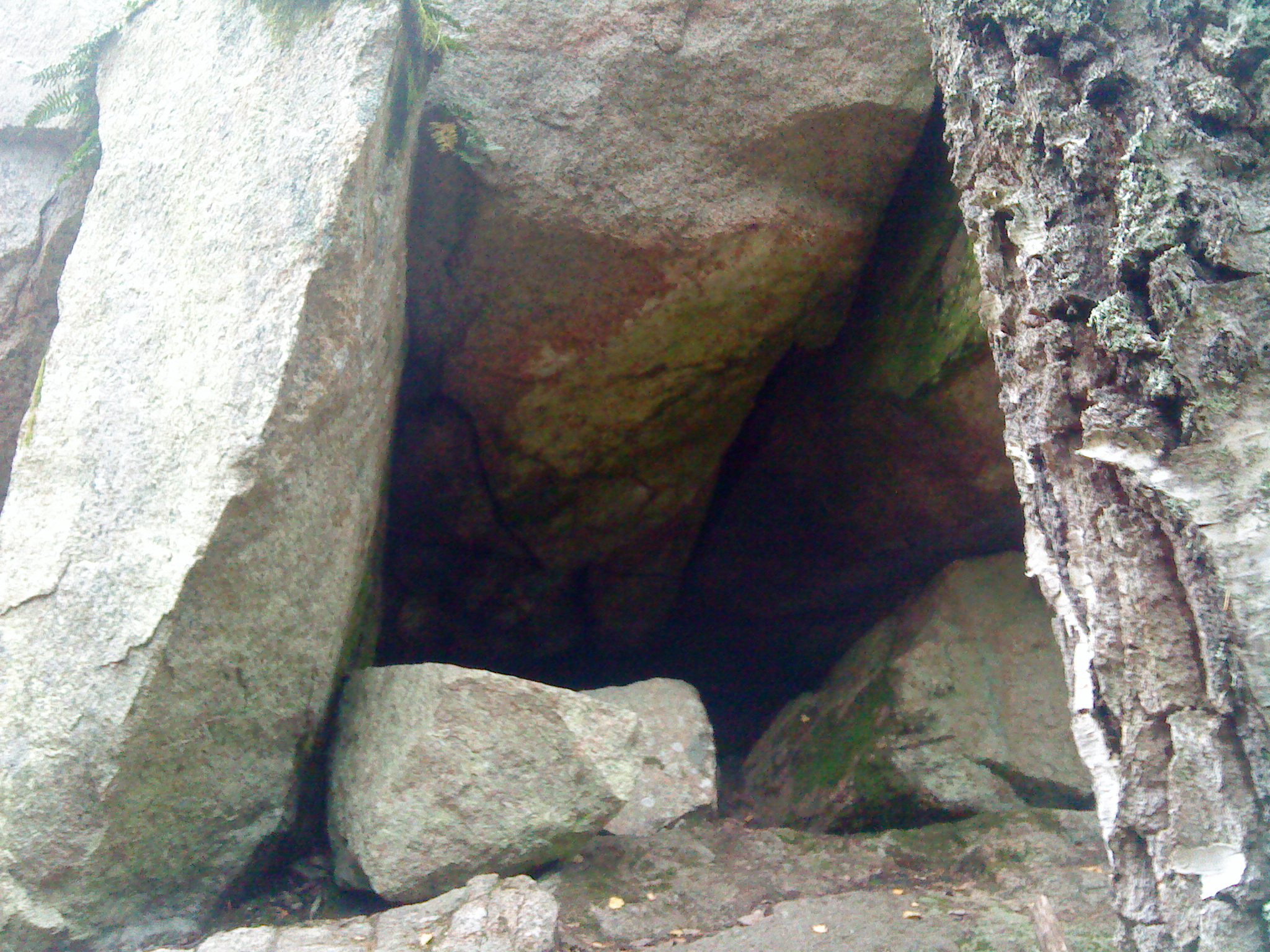
Pukebergsgrottans främre överhäng. Ingången här är mycket trång, men en betydligt rymligare finns om man följer klippsidan uppåt vänster.
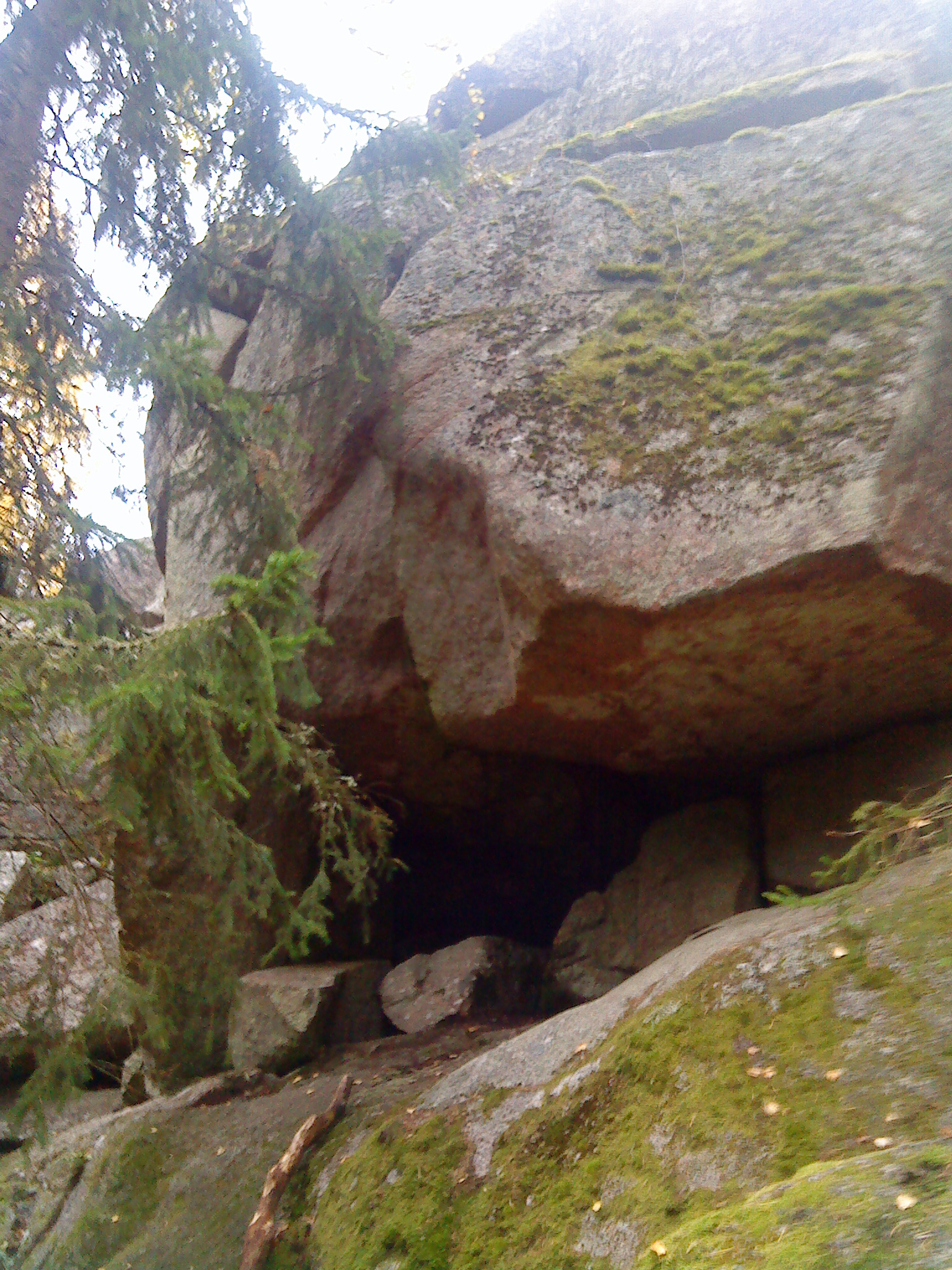
Pukebergsgrottan
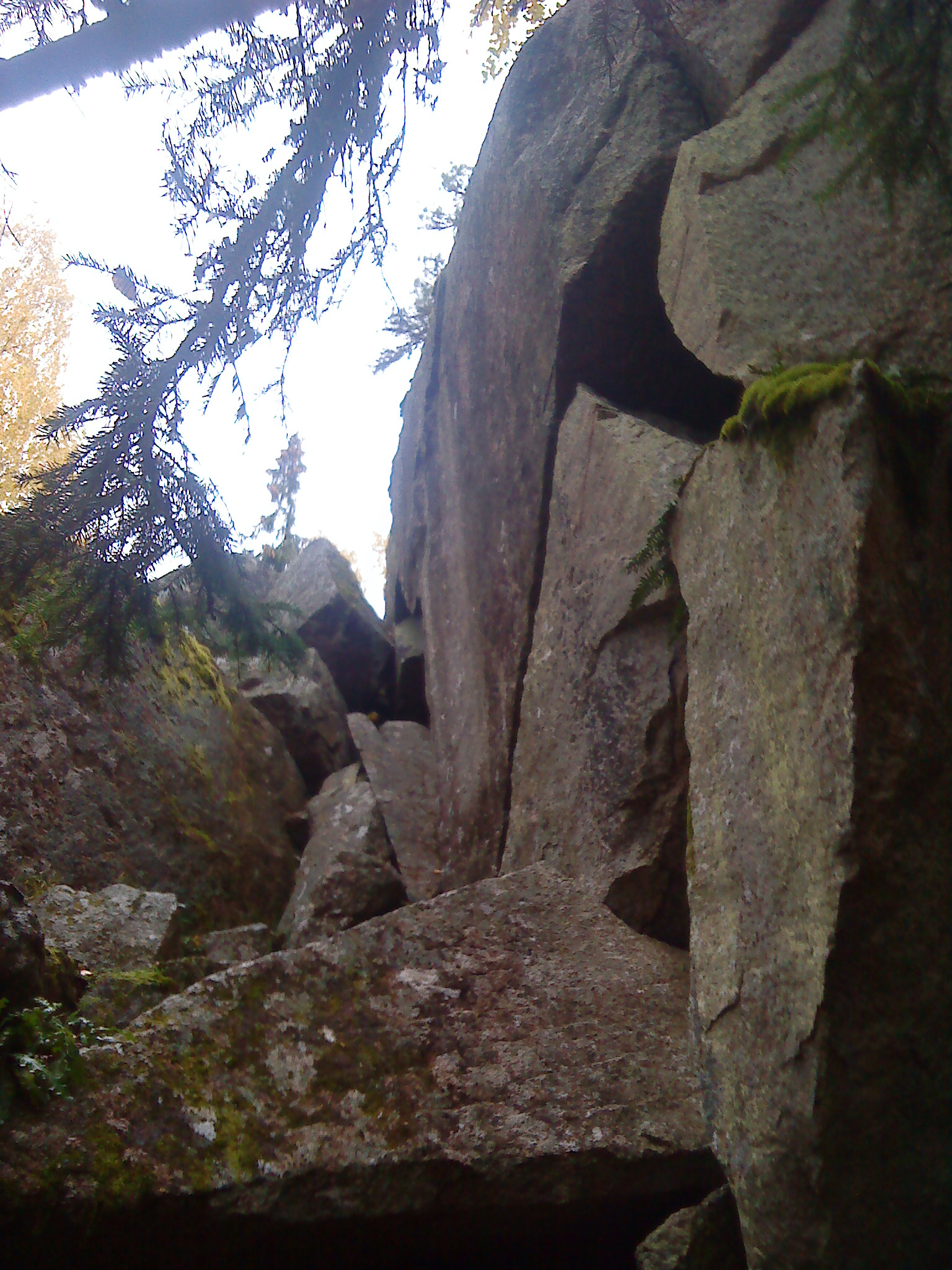
Pukebergsgrottans närområde
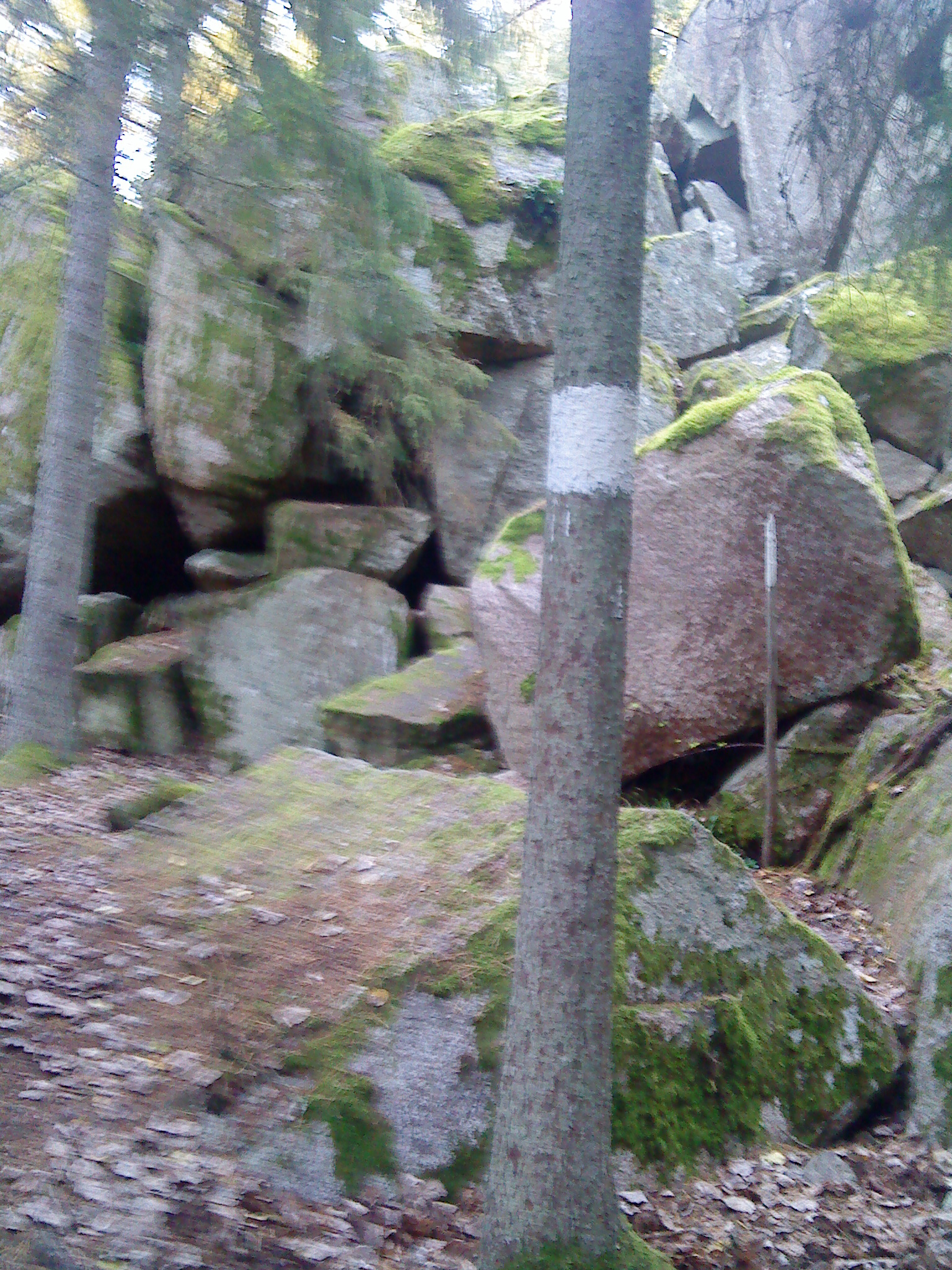
Pukebergsgrottans närområde
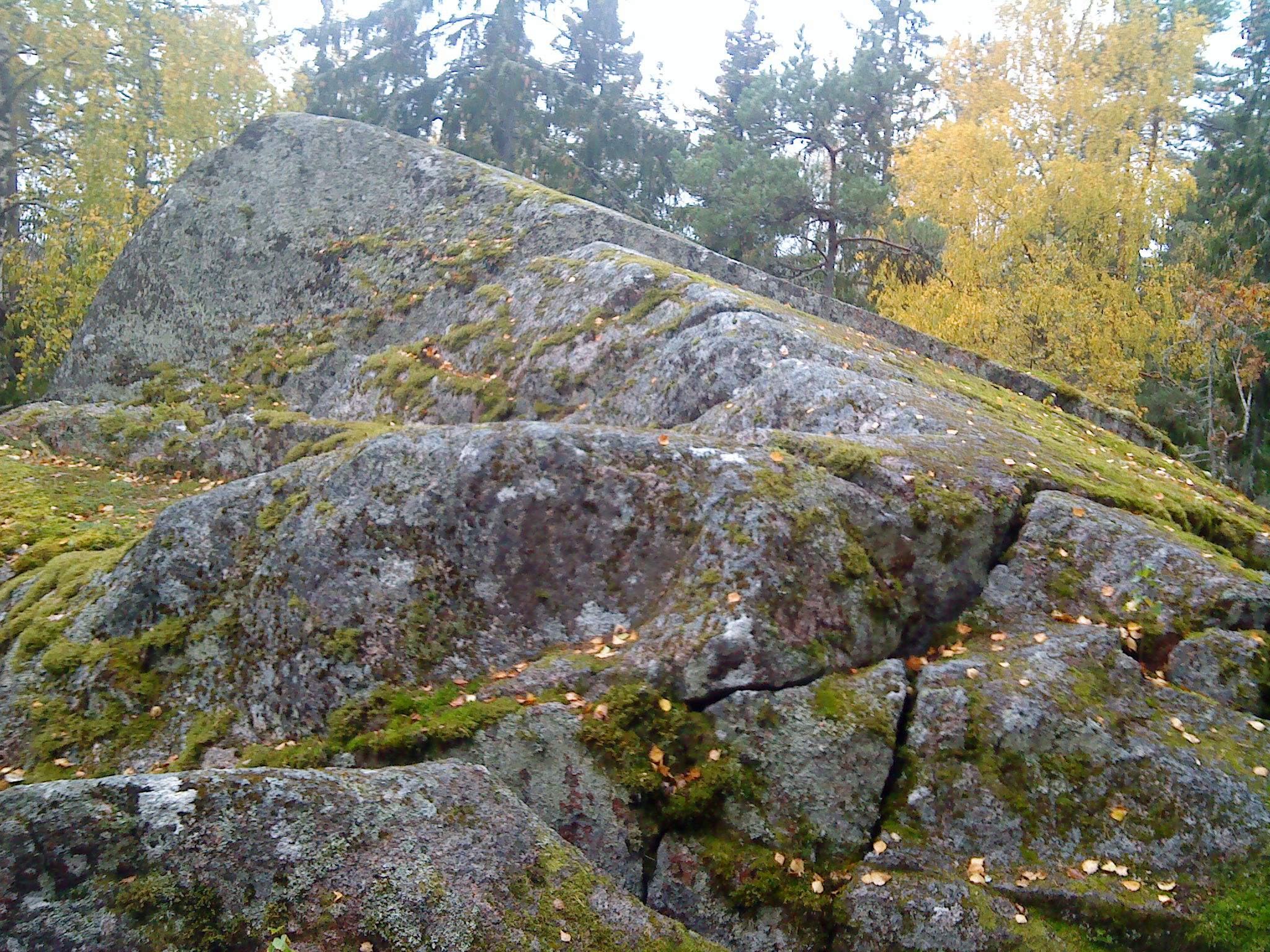
Pukebergets topp
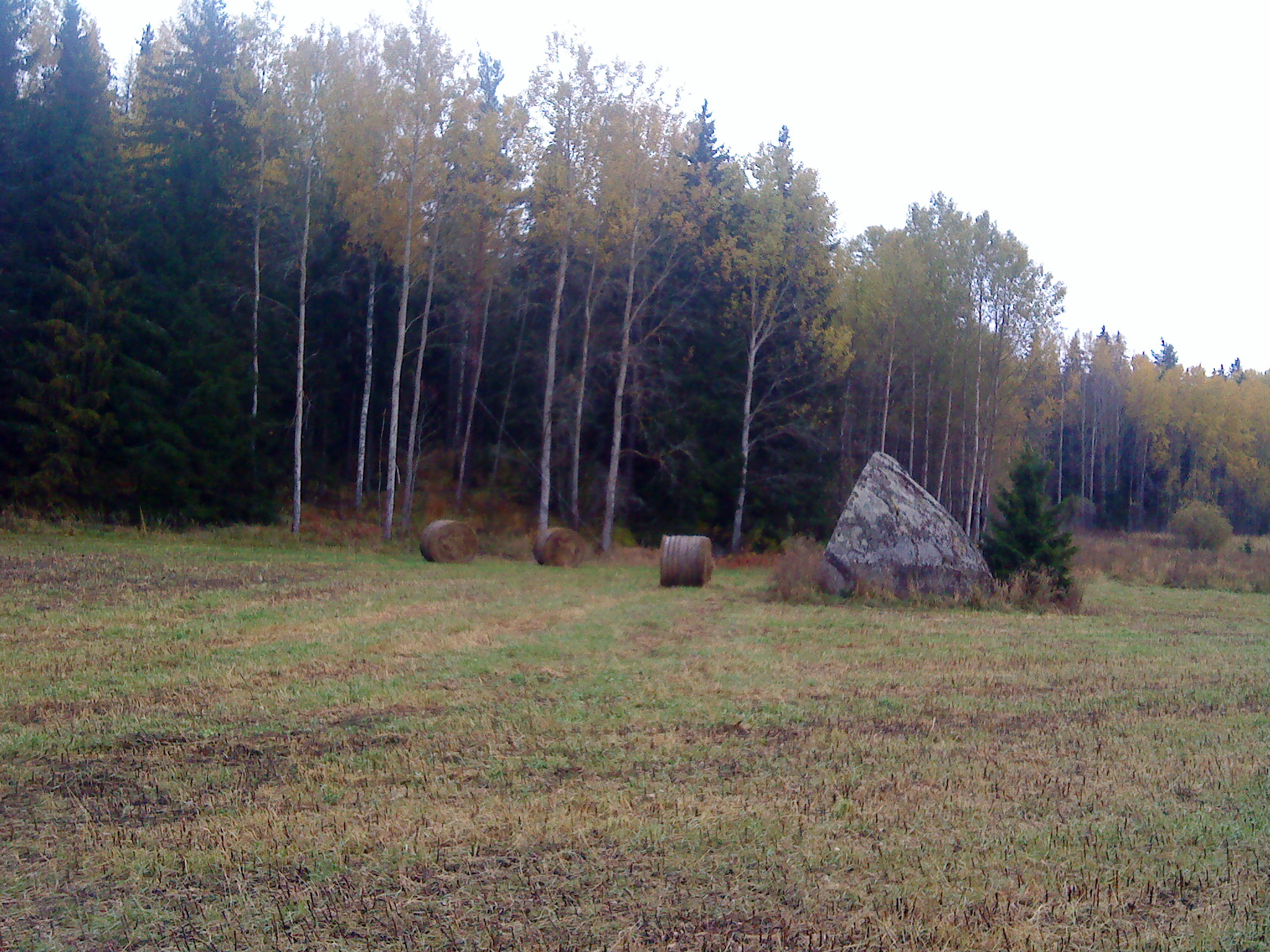
Pukebergets angöring med flyttblock